# Westerse historiografie over China
De westerse historiografie over China ofwel de westerse geschiedschrijving over China behandelt de geschreven interpretatie van de Chinese geschiedenis door westerse wetenschappers. Voor de geschreven interpretatie van de Chinese geschiedenis door Chinese wetenschappers, zie Chinese historiografie.

## Reisverslagen
De vroegste berichten over China waren reisverslagen zoals die van André de Longjumeau in 1248, Willem van Ruysbroeck uit 1254 en Marco Polo, die tussen 1275 en 1292 in China was. Zij gingen in opdracht van de Paus naar China om een bondgenoot in de strijd tegen de islam te vinden. Vanaf de 16e eeuw trok een tweede groep reizigers naar China, nu ter bevordering van de handelsrelaties. Het reisverslag van de Spaanse monnik Martín de Rada, die in 1575 Fujian bezocht, was het eerste verslag dat een historisch overzicht bevatte. Zijn bericht werd gebruikt door de Spanjaard Juan González de Mendoza die in 1586 het eerste boek in een Europese taal schreef over de Chinese geschiedenis: Historia de las cosas más notables, ritos y costumbres del Gran Reino de la China, como por la relacion de religiosos y otras personas que an estado en el dicho Reyno (Geschiedenis van de meest belangrijke zaken, riten en gewoonten van het Grote Koninkrijk China).

## Jezuïeten

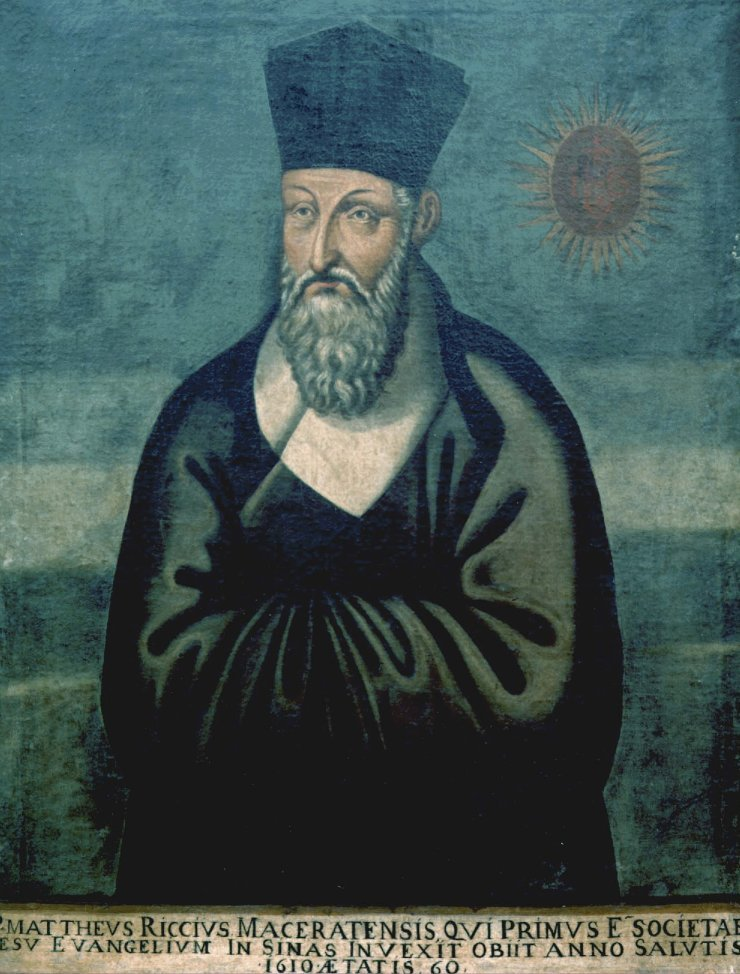
Matteo Ricci

Gedurende de 17e eeuw trok een groot aantal jezuïeten als missionarissen naar China. De eerste was Matteo Ricci die er tussen 1583 en 1610 verbleef. Hij beschouwde de Chinese riten als uitingen van respect en verering en zag ze daarom niet als zijnde in strijd met het christendom. Deze houding verschafte de jezuïeten een tijdlang het monopolie op missie-activiteiten in China. In 1687 werd voor het eerst een aantal confucianistische teksten in het Westen gepubliceerd (Confucius Sinarum Philosophus). Antoine Gaubil (1689-1759) schreef een geschiedenis van China gebaseerd op de Ware optekeningen, historische bronnen afkomstig uit het Keizerlijk archief. In 1735 verscheen Description géographique, historique, chronologique, politique et physique de l'empire de la Chine et de la Tartarie chinoise door de Franse Jezuïet Jean Baptiste du Halde. Zijn werk was gebaseerd op eerdere beschrijvingen door jezuïtische missionarissen. Tussen 1777 en 1783 verscheen in 13 delen Histoire générale de la Chine, ou Annales de cet Empire. Traduites du Tong-Kien Kang-Mou door Joseph Anne Marie de Moyriac de Mailla. De basis voor dit boek vormde een Chinees historisch werk, Tongjian gangmu 通鑑綱目 (Hoofdlijnen en details in de doorlopende spiegel) door Zhu Xi (1130-1200). Het boek van De Moyriac heeft het historisch beeld over China in Europa tot in de 20e eeuw sterk beïnvloed en vormde de basis voor talrijke westerse overzichtswerken over de geschiedenis van China.
De jezuïeten benadrukten niet de politieke geschiedenis, maar de Chinese ideeën over God, geloof en moraal. Uit hun geschriften komt daardoor een verstild ideaalbeeld van China tevoorschijn. De staat lijkt te zijn gebaseerd op confucianistische idealen, die schijnbaar eeuwig in de maatschappij waren verankerd.

## China als versteende cultuur
Begin 19e eeuw kreeg onder invloed van de Verlichting het idee van vooruitgang in de Europese historiografie steeds meer nadruk. De Europese geschiedenis had nu een einddoel. Ontwikkeling liep langs een onomkeerbare weg zonder herhalingen. Uit de geschriften van de jezuïeten kwam een statisch beeld van China tevoorschijn. De Chinese geschiedenis herhaalde zich voortdurend, er kon daarom geen sprake zijn van ontwikkeling. Volgens de Duitse filosoof Johann Gottfried Herder kwam dit gebrek aan vooruitgang doordat China in een uithoek van de aarde was geplaatst, ver weg van stimulerende contacten met andere landen en ingesloten door bergen, woestijnen en een bijna ondoordringbare kust. Hegel zag China als een ras zonder geschiedenis, volgens Ranke behoorden de Chinezen tot de rassen van de eeuwige stilstand. Karl Marx zag China als een zorgvuldig onderhouden mummie in een luchtdicht afgesloten doodskist en Friedrich Engels beschreef China als een vergane halfcultuur aan het einde van de wereld.

## Impulsen vanuit de sinologie
In de loop van de 19e eeuw begonnen westerse sinologen de Chinese historische bronnen te vertalen en te voorzien van commentaren. Édouard Biot (1803-1850) vertaalde in 1841 de Bamboe-annalen (Les Annales de bambou) en in 1851 verscheen de Zhou li (Riten van de Zhou) in het Frans (Le Tcheou-li ou rites des Tcheou), drie delen.
De Confucianistische Klassieken werden tussen 1861 en 1872 vertaald door James Legge (1815-1897) onder de titel The Chinese Classics. With A Translation, Critical And Exegetical Notes, prolegomena, and copious indexes, vijf delen.
De eerste 52 hoofdstukken van de Shiji werden vertaald door Édouard Chavannes (1865-1918) onder de titel Les mémoires historiques de Se-ma Ts'ien, zes delen. Het gaat hier een vertaling voorzien van zeer veel annotaties.
Een volgende generatie sinologen, waaronder Paul Pelliot (1878-1945), Henri Maspero (1883-1945) en Bernhard Karlgren (1889-1978) kon geschreven bronnen combineren met archeologische vondsten. Aspecten van de geschiedenis van China werden in vele, vaak zeer gedetailleerde studies, zichtbaar gemaakt. In 1890 werd door Gustaaf Schlegel (1840-1903, de eerste Nederlandse hoogleraar sinologie in Nederland) en zijn Franse collega Henri Cordier (1849-1925) het eerste (en nog steeds bestaande) tijdschrift voor sinologie, T'oung Pao opgericht. Dit tijdschrift ging als verzamelpunt voor deze studies dienen waardoor ze toegankelijker werden.
De Duitse sinoloog Otto Franke (1863-1946) was de eerste Europese wetenschapper die de tekstkritiek van de moderne westerse historiografie toepaste op Chinese historische bronnen. Omdat hij in zijn Geschichte des chinesischen Reiches. Eine Darstellung seiner Entstehung, seines Wesens und seiner Entwicklung bis zur neuesten Zeit vooral gebruik maakte van de officiële dynastieke geschiedenissen lag zijn nadruk op de politieke geschiedenis. Door het uitbreken van de Tweede Wereldoorlog bleef zijn vijfdelig werk onvoltooid (loopt tot 1368). Herbert Franke (1914-2011) heeft samen met Rolf Trauzettel (1930-2019) in 1968 binnen het kader van de Fischer Weltgeschichte een synthese van de Chinese geschiedenis geschreven onder de titel Das chinesische Kaiserreich. Zij legden een grote nadruk op sociaal-economische verschijnselen. Wolfram Eberhard (1909-1989) schreef in 1948 zijn Geschichte Chinas vanuit een sociologische invalshoek.

## Hernieuwde belangstelling voor China
Het 19e-eeuwse beeld over het versteende China bleef bestaan tot in de 20e eeuw. De radicale veranderingen in China, maar vooral de opkomst van Japan leidde tot een grotere belangstelling voor de Chinese geschiedenis. Oswald Spengler gaf in zijn De ondergang van het Avondland de geschiedenis van China een plaats binnen het geheel van de wereldgeschiedenis, hoewel hij China bleef omschrijven als een versteend fossiel. Historici als Arnold J. Toynbee en sociologen als Max Weber gebruikten gebeurtenissen uit de Chinese geschiedenis ter bevestiging van hun eigen visie op de wereldgeschiedenis. Door dit alles raakte de Chinese geschiedenis bekend onder een groter publiek.
Sinds de Tweede Wereldoorlog en de opkomst van China als wereldmacht is ook de belangstelling voor de Chinese geschiedenis verder toegenomen. Nu worden Chinese historische bronnen, vaak tot in detail, bestudeerd door westerse historici, sociologen, etnologen, politieke wetenschappers en economen. Als deze studies echter dienen ter bevestiging van eigen, in westerse wetenschappelijke tradities verankerde leerstellingen, kan dit volgens sommige Chinese wetenschappers leiden tot een vorm van Oriëntalisme, zoals is beschreven door Edward Said. Daarentegen bestaat volgens westerse wetenschappers door de werkelijk enorme hoeveelheid Chinese historische bronnen en de wijze waarop die bronnen zijn ontstaan het gevaar van Sinocentrisme. Door dit materiaal kritiekloos te gebruiken wordt de beïnvloeding van de Chinese geschiedenis en cultuur door andere volkeren en staten niet meer opgemerkt.